# Donkere helmkruidbladschaver
De donkere helmkruidbladschave (Cionus tuberculosus) is een soort kever behorend tot de snuitkevers. Hij is inheems in Europa. De soort werd voor het eerst beschreven door Giovanni Antonio Scopoli in 1763.

## Kenmerken
Hij bereikt een lengte van 2,4 tot 4,2 mm. hij heeft enen lange donkere snuit. Het pronotum is aan de zijkanten geelwit en in het midden zwart. De dekschilden zijn grijs en zwart, bont; in hun centrale deel, aan beide zijden van de naad, een karakteristieke ronde, zwarte vlek met daaronder een gele streep.

## Voedsel
De donkere helmkruidbladschaver voedt zich met knopig helmkruid en slijkgroen. Hij eet alle delen van planten, inclusief bloemen. De larven eten venstervormige gaatjes in de bladeren.

## Levenswijze
De larven verpoppen zich in een cocon die stevig aan het blad vastzit.

## Ecologie
Het geeft de voorkeur aan vochtige gebieden, te vinden in vochtige loofbossen, randen, struikgewas, weiden, open plekken en zanderige en dichtgeslibde oevers van stromend en stilstaand water. Actief van mei tot augustus.